# Обер-гауптманство

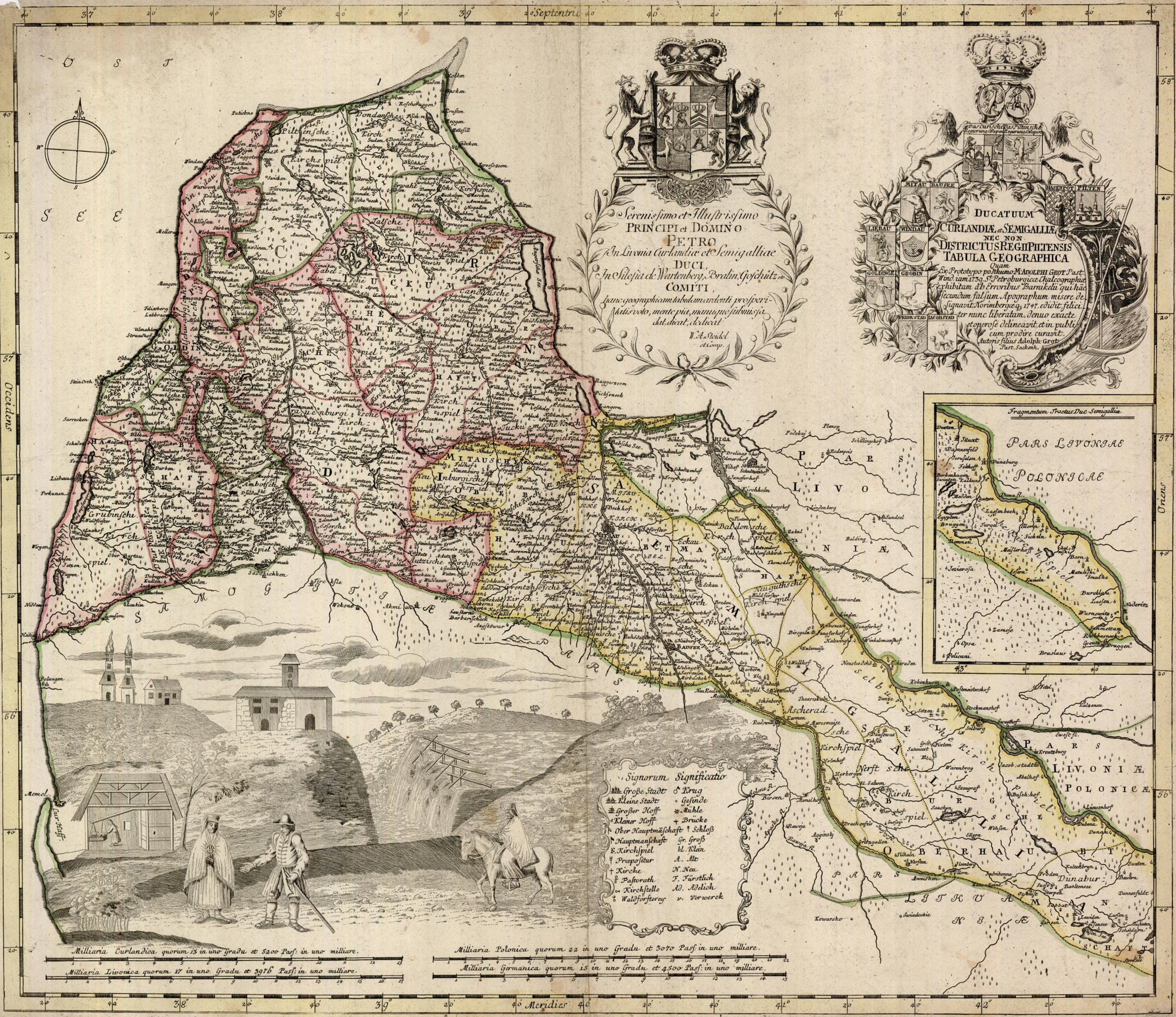
Адміністративний поділ герцогства в 1770 р.

О́бер-гауптма́нство, або обергауптма́нство (нім. Oberauptmannschaft / oberauptmanschaft, «старше гауптманство»; латис. virspilskunga iecirknis) — адміністративно-територіальна одиниця обласного рівня на чолі з обер-гауптманом («старшим капітаном», лат. Capitanei maiores) у герцогстві Курляндії та Семигалії (1650—1795), а також у Курляндському намісництві (1795—1796) та губернії (1796—1864) Російської імперії. Створене згідно з курляндським базовим законом «Формула правління» від 1617 року. Мало свій обергауптманський суд. Кожне обер-гауптманство поділялося на кілька гауптманств, а ті — на парафії. Інші перекладні назви — надста́роство (пол. nadstarostwo), майо́рство, ста́рше капіта́нство тощо.

## Список
- Гольдінгенське обер-гауптманство (нім. Oberhauptmannschaft Goldingen)
- Зельбурзьке обер-гауптманство (нім. Oberhauptmannschaft Selburg)
- Мітавське обер-гауптманство (нім. Oberhauptmannschaft Mitau)
- Тукумське обер-гауптманство (нім. Oberhauptmannschaft Tuckum)

### Монографії
- Arbusov, Leonid. Grundriss der Geschichte Liv-, Est- und Kurlands. — Riga: Jonck und Poliewsky, 1918.
- Balcerek, M. Księstwo Kurlandii i Semigalii w wojnie Rzeczypospolitej ze Szwecją w latach 1600-1629. Poznań: Wydawn. Poznańskie, 2012.